# Глендо (Вајоминг)
Глендо (енгл. Glendo) град је у америчкој савезној држави Вајоминг.

## Демографија
По попису из 2010. године број становника је 205, што је 24 (-10,5%) становника мање него 2000. године.
| Група             | 2000.       | 2010.       |
| Белци             | 213 (93,0%) | 194 (94,6%) |
| Афроамериканци    | 0 (0,0%)    | 0 (0,0%)    |
| Азијати           | 0 (0,0%)    | 0 (0,0%)    |
| Хиспаноамериканци | 12 (5,2%)   | 7 (3,4%)    |
| Укупно            | 229         | 205         |